# Neodesha
Neodesha (en anglais [niːˈoʊdəʃeɪ) est une municipalité américaine située dans le comté de Wilson au Kansas. Lors du recensement de 2010, sa population est de 2 486 habitants.

## Géographie
Neodesha se trouve à la confluence de la rivière Verdigris et de la Fall River.
Selon le Bureau du recensement des États-Unis, la municipalité s'étend en 2010 sur une superficie de 1,40 mille carré (3,63 km2), dont 0,04 mille carré (0,1 km2) d'étendues d'eau.

## Histoire
La région est d'abord habitée par les Amérindiens Osages. Allen McCartney et Alex K. Phelon y ouvrent un poste de traite en 1867,. C'est autour de ce commerce qu'est fondée la ville en 1869,, par le biais d'une société créée par McCartney, Phelon, R. S. Futhey et John B. Keyes,. Le bureau de poste de Neodesha ouvre en 1870,. La ville devient une municipalité en 1871. Son nom est dérivé du langage amérindien des Osages traduit de [Nee-O-Desh-Ay']. Il signifie « la rencontre des eaux »,.
Neodesha poursuit son développement grâce à l'arrivée du St. Louis-San Francisco Railway en 1879, puis de l'Atchison, Topeka and Santa Fe Railway et du Missouri Pacific Railroad, et enfin grâce à la découverte de pétrole dans la région en 1892,. Neodesha se retrouve alors au centre de l'un des plus importants champs pétroliers américains, et ce jusqu'aux années 1930.
La ville compte plusieurs monuments inscrits au Registre national des lieux historiques, selon leur ordre d'inscription :
- le puits de pétrole Norman no 1, qui se trouve aujourd'hui au centre d'un parc public[8] ;
- le bureau de poste de Neodesha, qui comprend notamment une fresque appelée Neodesha's First Inhabitants peinte par Bernard J. Steffen en 1938[9] ;
- l'hôtel Brown, construit en 1896 sur la Main Street et agrandi en 1922. Sa construction est liée au boom pétrolier des années 1890[7] ;
- l'hôtel de ville, construit en 1872 dans un style italianisant. Il constitue le plus ancien bâtiment commercial de la Ville[10].

## Galerie photographique

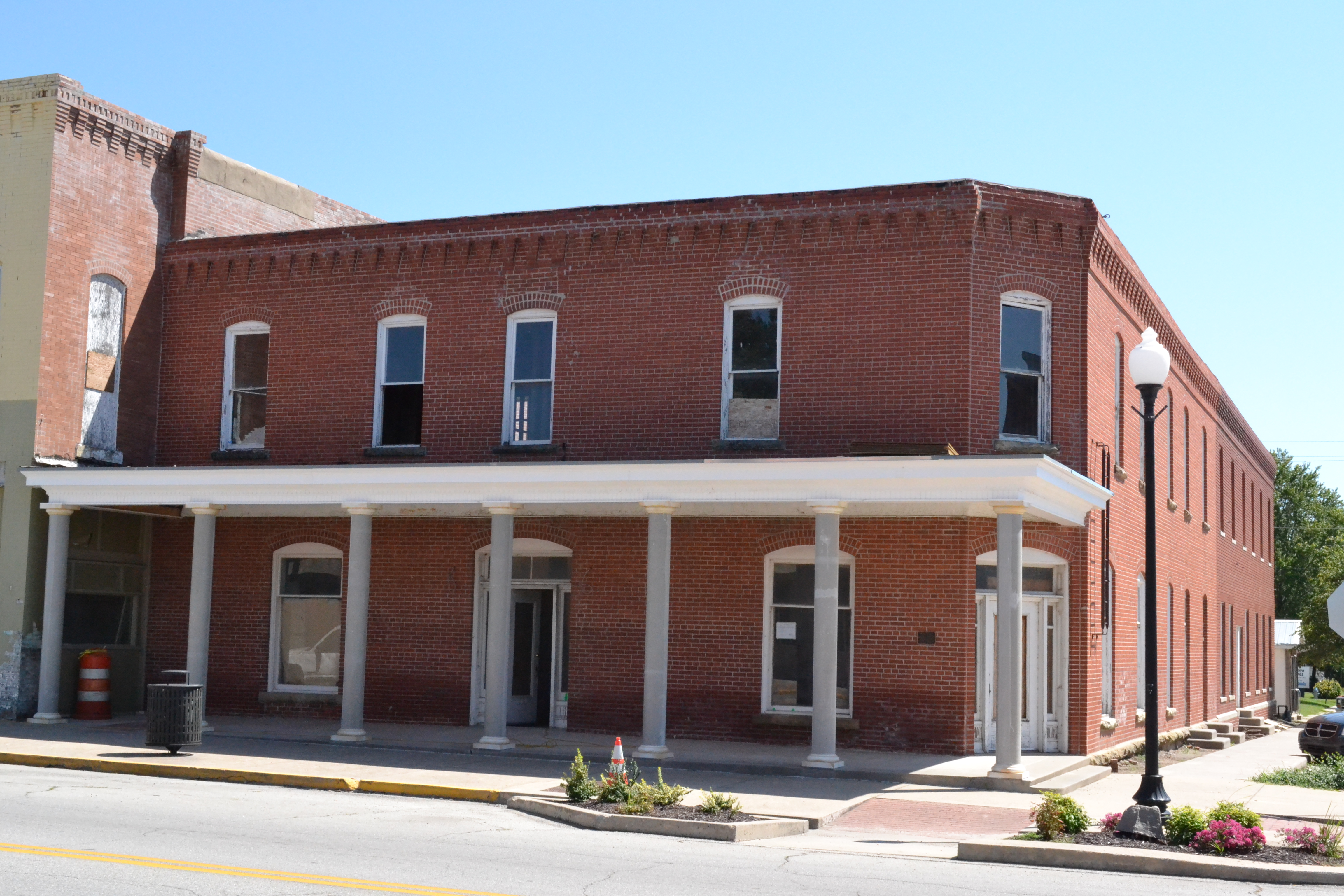
L'hôtel Brown
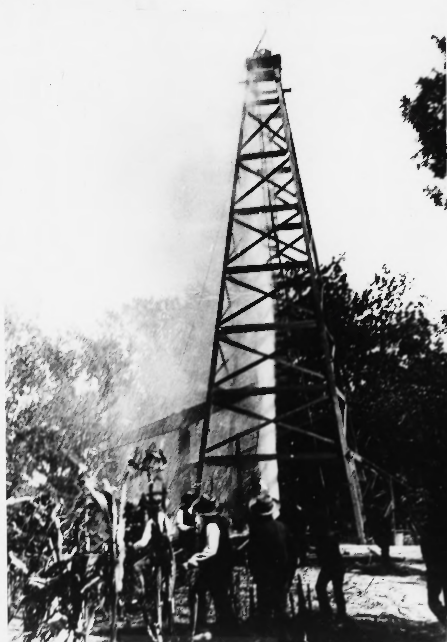
Le puits Norman no 1
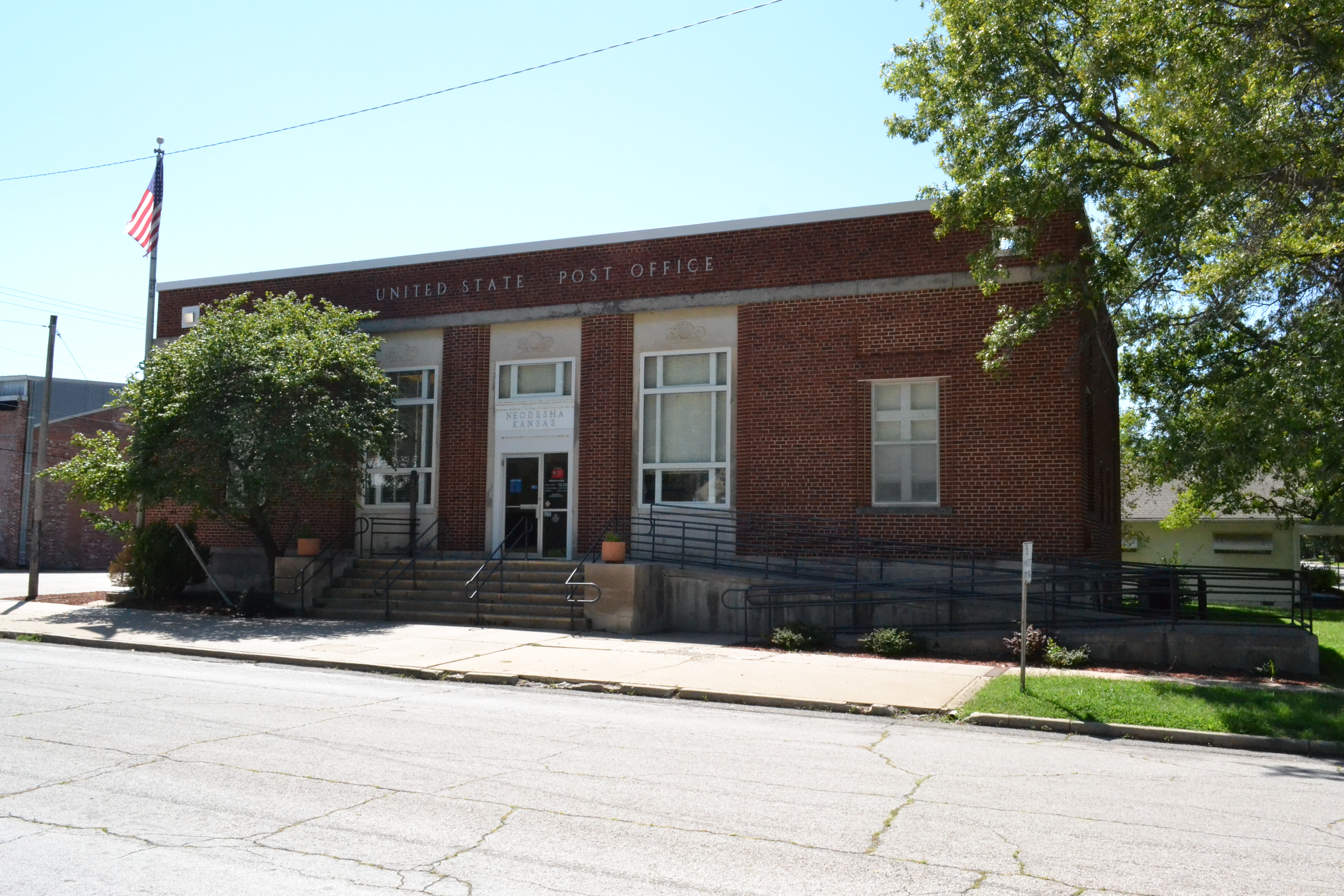
Le bureau de poste